# Francis Gago
Francis del Valle Gago Aponte (Maturín, 1973) è una modella venezuelana, eletta Miss Mondo Venezuela 1992 e Reina Hispanoamericana 1992.

## Carriera
Francis Gago inizia la sua carriera nei concorsi di bellezza, partecipando nel 1992 a Miss Venezuela in rappresentanza dello stato del Bolívar. La Gago non vince, ma ottiene il titolo di Miss Mondo Venezuela, che le dà la possibilità di rappresentare la propria nazione a Miss Mondo.
In occasione di Miss Mondo 1992 che si tiene a Sun City, nel Sudafrica il 12 dicembre, Francis Gago ottiene il titolo di Regina Continentale delle Americhe e si classifica al terzo posto, dietro la vincitrice Julia Kourotchkina, rappresentante della Russia.
Prima di partecipare a Miss Mondo, Francis Gago aveva gareggiato anche nel concorso Reina Hispanoamericana 1992, che si era tenuto a Santa Cruz, in Bolivia, l'8 novembre, e dove la Gago era diventata la prima rappresentante del Venezuela a vincere il titolo.